# Ricardo Barreda
Ricardo Alberto "Conchita" Barreda (La Plata, 16 de junio de 1936-José C. Paz, 25 de mayo de 2020) fue un odontólogo argentino, que en 1992 asesinó a su esposa, Gladys McDonald, a sus dos hijas, Cecilia y Adriana Barreda, y a su suegra, Elena Arreche.
En 1995 fue condenado a prisión perpetua por el hecho. A inicios de 2008 se le concedió el arresto domiciliario, por su buena conducta y por ser mayor de setenta años, que en enero de 2011 fue revocado por violarlo con la excusa de ir a una farmacia. El 11 de febrero de ese mismo año se le devolvió el beneficio de prisión domiciliaria y el 29 de marzo se le otorgó la libertad condicional. En 2020 fue internado en un geriátrico, donde falleció el 25 de mayo de ese año.

## Crimen

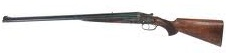
La escopeta marca Víctor Sarasqueta con la que Ricardo Barreda mató a su esposa, a su suegra y a sus dos hijas, el 15 de noviembre de 1992.

El 15 de noviembre de 1992, en la casa de Calle 48 entre 11 y 12 de la ciudad de La Plata, con una escopeta marca Víctor Sarasqueta, Barreda mató a su esposa, Gladys McDonald (de 57 años), a su suegra Elena Arreche (de 86 años) y a sus dos hijas, Cecilia (de 26 años) y Adriana (de 24 años), quienes eran odontóloga y abogada, respectivamente.
La versión de Barreda de los hechos es la siguiente:

Aquel domingo bajé lo más tranquilo. Ellas acababan de almorzar. Pasé por la cocina y le dije a mi esposa: "Voy a pasar la caña en la entrada, el plumero en el techo, porque está lleno de insectos atrapados que causan una muy mala impresión". O sino, le digo "voy a cortar y atar un poco las puntas de la parra que ya andan jorobando. Voy a sacar primero las telas de araña de la entrada, que es lo que más se ve". Me dice: "Mejor que vayas a hacer eso. Andá a limpiar que los trabajos de Conchita son los que mejor te quedan, es para lo que más servís". No era la primera vez que me lo decía y me molestó sobremanera. El asunto viene a que yo me atendía mi ropa, si se me despegaba un botón me cosía el botón. Es decir, me atendía personalmente en todo lo referente a mi indumentaria. Al contestarme ella así, sentí como una especie de rebeldía y entonces le digo: "El Conchita no va a limpiar nada la entrada. El Conchita va a atar la parra". Para hacer eso había que sacar una escalera del garaje. Voy a buscar un casco que estaba en el bajo escalera, porque tuve dos conocidos que haciendo cosas similares se vinieron abajo y tuvieron lesiones serias en la cabeza. Entonces yo me había comprado un casco de esos de obreros de la construcción y voy a buscar el casco y encuentro que afuera del bajo escalera, entre una biblioteca y la puerta, estaba la escopeta parada. Los cartuchos estaban al lado, en el suelo, en una caja, y así habían estado desde hacía mucho tiempo. Y ahí, bueno, fue extraño. Sentí como una fuerza que me impulsaba a tomarla. La tomo, voy hasta la cocina, donde estaba Adriana, y ahí disparo.
Declaración de Ricardo Barreda en el juicio oral

Luego de esto recogió los cartuchos y los guardó en el baúl del auto. Con la intención de hacer pasar esto como un robo, Barreda desacomodó los muebles y tiró papeles. Al mediodía tomó su auto y se deshizo de los cartuchos (arrojándolos en una boca de tormenta) y de la escopeta (que tiró en un canal en un lugar cercano a Punta Lara, Ensenada, a pocos kilómetros de La Plata). Se sintió tranquilo y se fue al zoológico, luego al cementerio y más tarde a un hotel alojamiento con su amante, Hilda Bono.
Al regresar a medianoche a su casa, llamó a un servicio de ambulancias. Al llegar la policía se mostró tranquilo y contó la historia del robo. Al ser trasladado al destacamento policial, el comisario Ángel Petti le dio un ejemplar del Código Penal argentino abierto en la página que contenía el artículo 34, que establece la inimputabilidad de aquellos que no entienden lo que hacen, por locura u otra causa. Barreda al parecer se sintió seguro con este dato, y poco tiempo después le confesó todo al comisario.

## Juicio y prisión
Barreda declaró los días 7 y 14 de agosto de 1995, donde con mucha serenidad contó cada detalle del crimen a los jueces que integraban la Sala I de la Cámara Penal (Carlos Hortel, Pedro Soria y María Clelia Rosentock). Bartolomé Capurro, perito, declaró que Barreda padecía de "psicosis delirante". Esta teoría solo fue aceptada por uno de los tres jueces (Rosentock), y Barreda fue condenado a reclusión perpetua, por triple homicidio calificado y homicidio simple.
Estando en la cárcel comenzó a estudiar Derecho, y formó pareja con una mujer que conoció por carta. Barreda manifestó haber estado "tremendamente arrepentido" por lo sucedido y que sentía "una angustia y un dolor muy hondo".

### Prisión domiciliaria
El 23 de mayo de 2008 Ricardo Barreda salió de la cárcel de Gorina bajo el beneficio de la prisión domiciliaria, para vivir con su novia Berta Pochi André en el barrio de Belgrano de Buenos Aires. El 21 de enero de 2011, Barreda salió sin autorización de su domicilio, ubicado en el barrio de Belgrano, acompañado de su pareja, Berta André. Más tarde Barreda declaró qué salió por una "urgencia", ya que se había "descompuesto" y había ido a la farmacia para tomarse la presión. El 10 de febrero de 2011 Barreda regresó a la prisión domiciliaria por disposición de la Sala I de la Cámara Penal platense, que conformaban los jueces Pedro Soria y María Oyhamburu, al hacer lugar a una presentación efectuada por su abogado defensor, Eduardo Gutiérrez.

### Libertad condicional
El 29 de marzo de 2011 la Sala I de la Cámara Penal de La Plata le otorgó la libertad condicional a Barreda por considerar que el cómputo de tiempo transcurrido en prisión "excedía" el de la condena impuesta. "Ahora voy a poder salir a la calle para caminar, ya que el arresto domiciliario me limitaba mucho", dijo Barreda tras conocer la noticia en los tribunales platenses junto a su abogado defensor, Eduardo Gutiérrez.

## Fallecimiento
Enfermo de Alzheimer, Barreda falleció a los 83 años el 25 de mayo de 2020 en el geriátrico del partido bonaerense de General San Martín donde residía desde marzo de ese año. La causa de su fallecimiento fue un paro cardiorrespiratorio. No hubo funeral por la ausencia de gente, siendo su cuerpo trasladado al cementerio de José C. Paz, estando sólo presentes en el entierro un sepulturero y las dos personas que cargaron el sencillo ataúd.

## Barreda en la cultura popular
En la cultura popular argentina el caso Barreda se ha instalado tanto para condenar el homicidio como para justificarlo y promoverlo, llegando en esta última corriente a crearse la figura de San Barreda, como deidad protectora de los hombres que sufren de violencia de género.

### "San Barreda"
Al promediar la primera década del siglo XXI comenzó a aparecer en Internet la mención a "San Barreda", un hipotético santo protector de los hombres abusados por sus esposas y promotor del feminicidio. La estampita de San Barreda muestra al "santo" con la cara de Barreda, una túnica característica de los santos romanos, una aureola dorada alrededor de su cabeza, una escopeta en la mano derecha y una tijera de podar en la mano izquierda. En la parte superior se ubica una parra. El lema de la estampita reza "Conchita! No entiende!" El "culto a San Barreda" suele presentarse como una combinación de humor misógino.

### En televisión
- En 1995 en el ciclo Sin condena emitido por Canal 9, Norman Briski interpreta al odontólogo Barreda, Cristina Banegas a Gladys McDonald, Margara Alonso a Elena Arreche, Lara Zimmermann a Cecilia y Leticia Brédice a Adriana. La historia comienza narrando la infancia del odontólogo y su vida familiar. El papel del padre de Barreda fue interpretado por el actor Ulises Dumont. El tango "Reminiscencia" del compositor argentino Astor Piazzolla fue la música utilizada para la escena en la que Barreda sale de paseo luego de cometer los asesinatos.
- En la tercera temporada de la serie El marginal, David Masajnik interpreta a un personaje llamado Tubito, un químico que asesinó a tiros a las mujeres de su familia que lo humillaban sin parar. El actor afirmó que el personaje no está basado en Barreda, pero que tiene similitudes.[14]
- El cuarto capítulo de la primera temporada de la serie Irreversible, de Carlos Pinto, llamado "El dentista", está basado en la historia de Barreda.

### En literatura
- Ricardo Canaletti y Rolando Barbano escribieron el libro de investigación periodística El caso Barreda (2006).[15]
- En el libro No somos ángeles (2007), de Liliana Caruso, Florencia Etcheves y Mauro Szeta, uno de los casos que se tratan es el cuádruple crimen de Barreda.[16]
- Guillermo Barrantes y Víctor Coviello citan al caso de Barreda en el capítulo "La sonrisa perfecta" de su tercer libro sobre mitos urbanos de Buenos Aires, Buenos Aires es leyenda 3 (2008). El mito trata de un dentista psicótico y asesino, y Barreda es citado como ejemplo de agente disparador del mito, o de parte de éste.[17]
- Rodolfo Palacios escribió el libro Conchita. Ricardo Barreda, el hombre que no amaba a las mujeres (2012).

### En música
- El grupo argentino de punk-rock Attaque 77 le dedicó la canción "Barreda's Way" del álbum Antihumano (2003). Fue el primer corte de difusión del disco y se trataba de un homenaje al odontólogo Barreda.[18]
- Se lo menciona en la canción "La argentinidad al palo" de Bersuit Vergarabat (2004).[19]
- Horacio Fontova, músico argentino, compuso un tema que llamó "Milonga para Barreda".[20]
- El grupo argentino Sometidos Por Morgan, con Pablo Marchetti en voz, compuso el tema "La cumbia del odontólogo".[21] El tema fue publicado en su disco Ludomático (1995).
- El grupo argentino Murió de Asco, de la ciudad de Rosario, menciona esta historia en su tema "Gracias Pesquera" de su álbum "Alejándonos del éxito" dónde además se mencionan el caso de la muerte de Rodrigo Bueno (de ahí el nombre del tema) y el caso Monzón.